# Anton Klingler

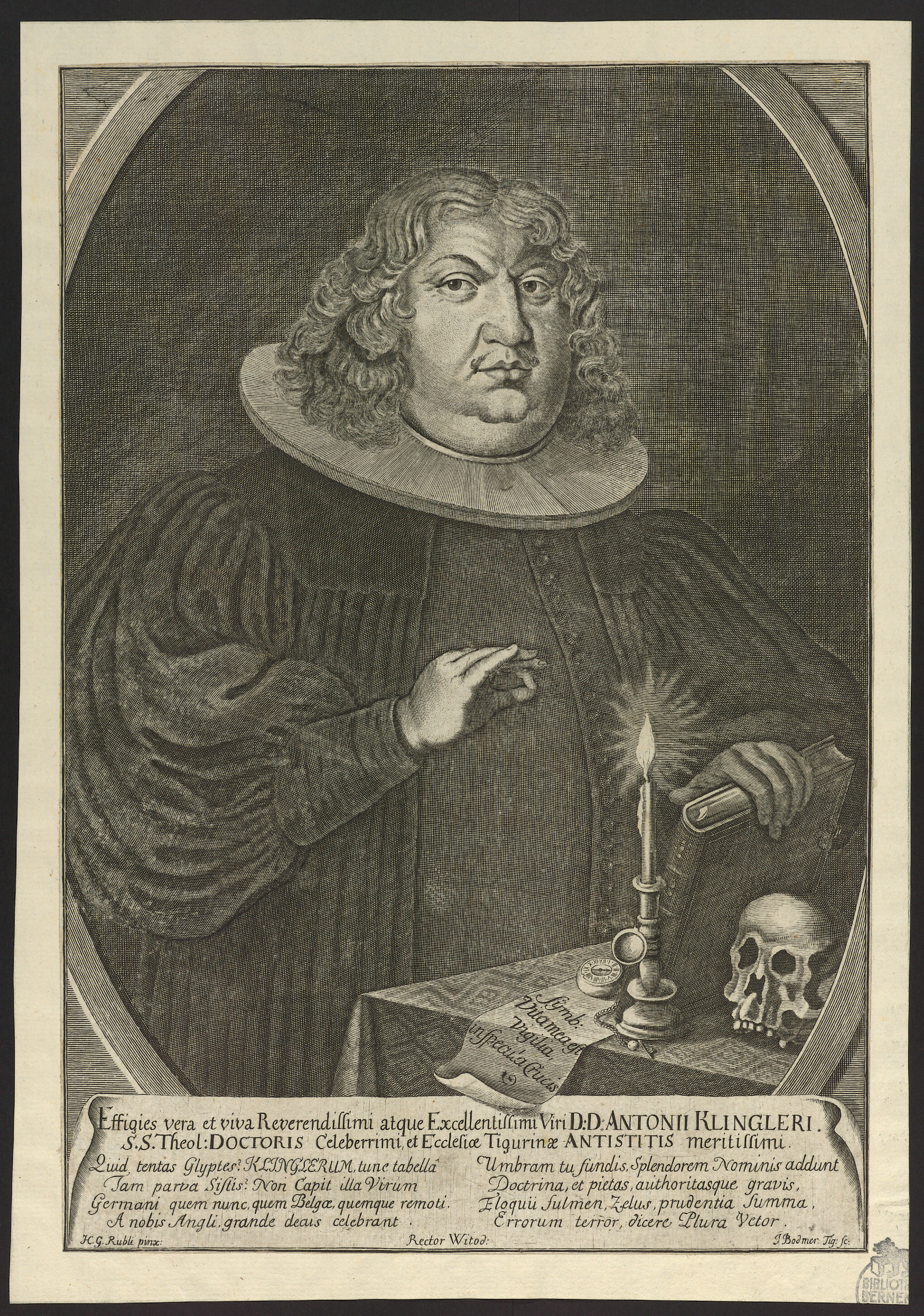
Anton Klingler, Kupferstich von Hans Heinrich Bodmer (1654–1706)

Anton Klingler (* 6. August 1649 in Zürich; † 24. August 1713 ebenda) war ein reformierter Geistlicher, Theologe und Hochschullehrer.

## Leben
Klingler studierte wohl im deutschen Raum Theologie. Im Jahr 1677 nahm er eine Professur der Philosophie an der Hohen Landesschule in Hanau an, 1678 zudem eine Professur der Theologie. Während er weiter in Hanau lehrte, erwarb er sich an der Universität Franeker einen Dr. theol. 1681 lehnte er einen Ruf als Universitätsprofessor an die Universität Groningen ab und kehrte stattdessen zurück in seine Heimatstadt Zürich.
Es folgte in Zürich eine Karriere als Geistlicher. Er wurde 1681 Diakon an der Predigerkirche, anschliessend 1684 Pfarrer zu St. Peter. Vier Jahre später von 1688 bis zu seinem Tod 1713 war er oberster Pfarrer am Grossmünster und damit zugleich Antistes der zürcherischen Kirche. Er galt als herrschsüchtig und überheblich. 1712 veranlasste er die Schweizer Regierung zum Eingreifen in den Toggenburgerkrieg.
Klingler war eine streitbare Person. Er legte sich eigenmächtig den Titel Exzellenz zu und führte spät nochmals Hexenprozesse durch.

## Publikationen
- Disputatio Theologica De Certamine Michaelis Archangeli Cum Diabolo Super Corpore Mosis. Quantz, Hanoviae 1681.
- Bella Jehovae, Et Portio Israelis... Bodmers sel. Erben, Zürich 1696.